# Silene erysimifolia
Silene erysimifolia är en nejlikväxtart som beskrevs av Otto Stapf. Silene erysimifolia ingår i släktet glimmar, och familjen nejlikväxter. Inga underarter finns listade i Catalogue of Life.